# トマス・エラストス

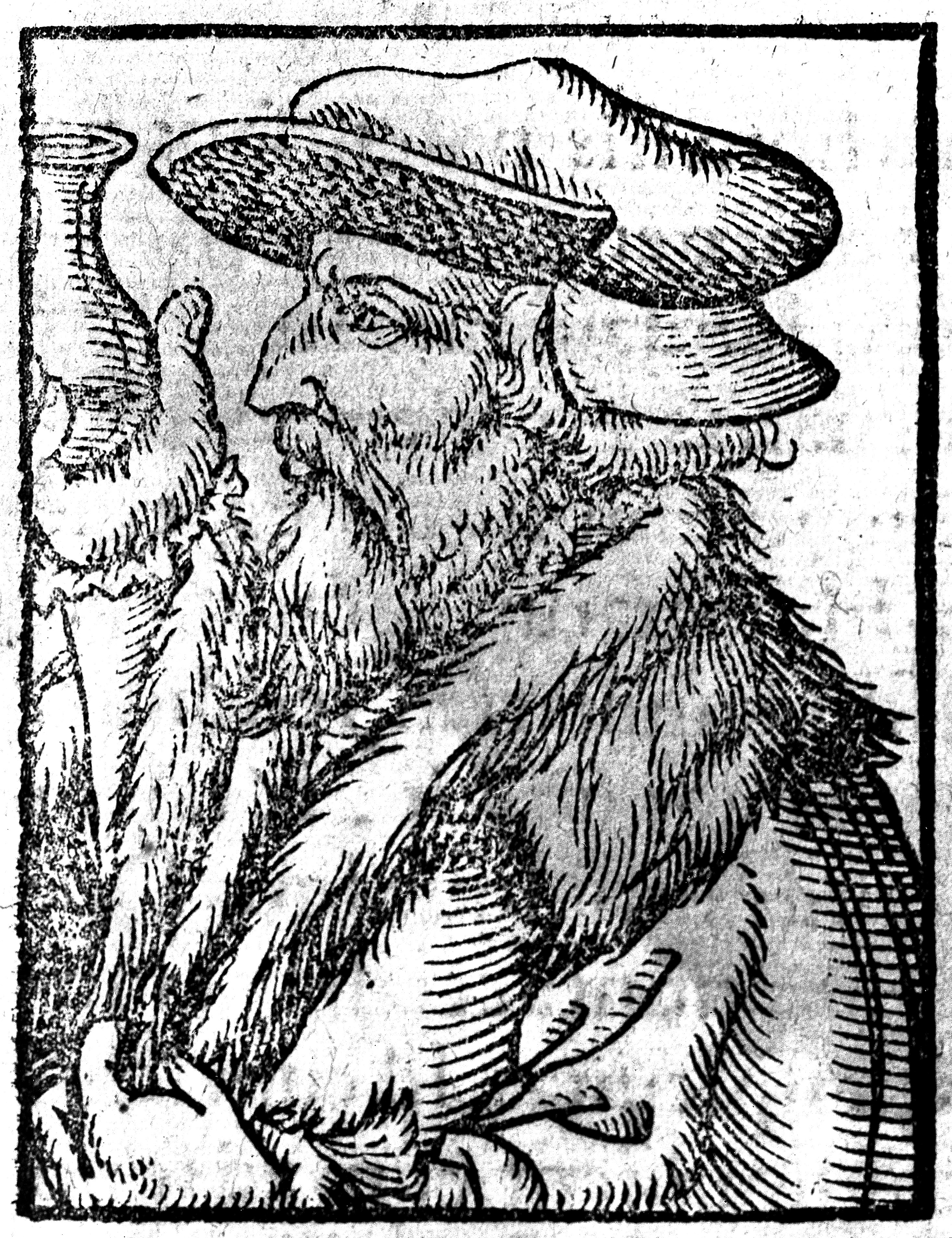
トマス・エラストス

トマス・エラストス（Thomas Erastus, 1524年9月7日 - 1583年12月31日）は、スイスの神学者、医師。エラストスの思想はエラストス主義と呼ばれるもので、「教会政治における国家主権の優位性を唱える説」とされる。レモンストラント派と近親関係である。
バーデンにおいて、貧民の両親のもとに生まれた。1540年にはバーゼルで神学を学び、1544年の腺ペストにより、パドヴァで哲学と医学を学ぶ。のちに、ハイデルベルク大学で医学の教授に就任し、ハイデルベルク大学の学長を務めた。晩年は、1580年からバーゼル大学で医学と倫理学の教授となった。
エラストス主義者は、ウェストミンスター会議でキリスト教徒が罪を犯したときに教会のサクラメント停止の権限ではなく、国家の司法権によって罰せられるべきだとしたが、その主張がウェストミンスター信仰告白に反映されることはなかった。